# St. Hedwig (Darkovice)

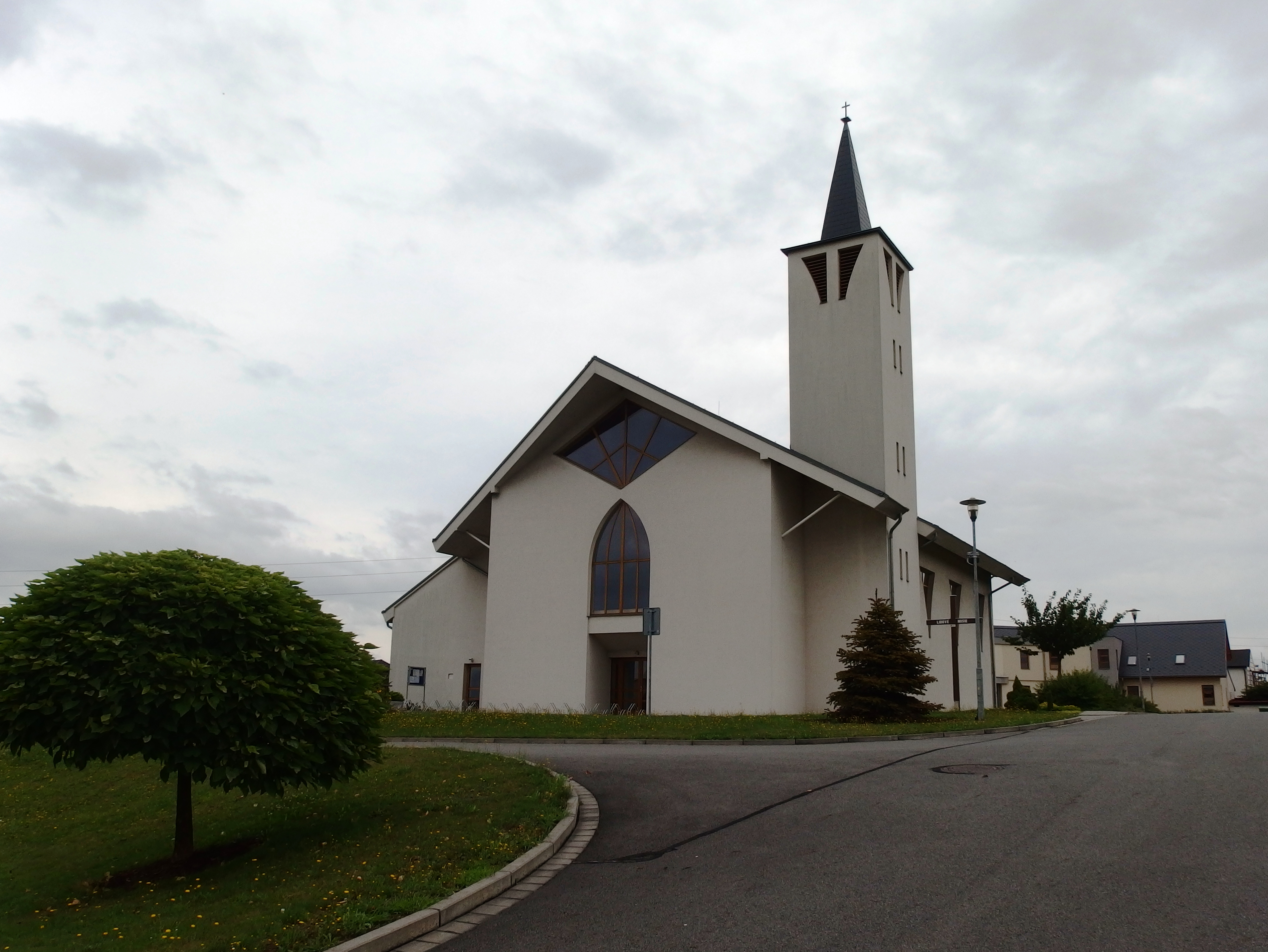
Ansicht der Kirche

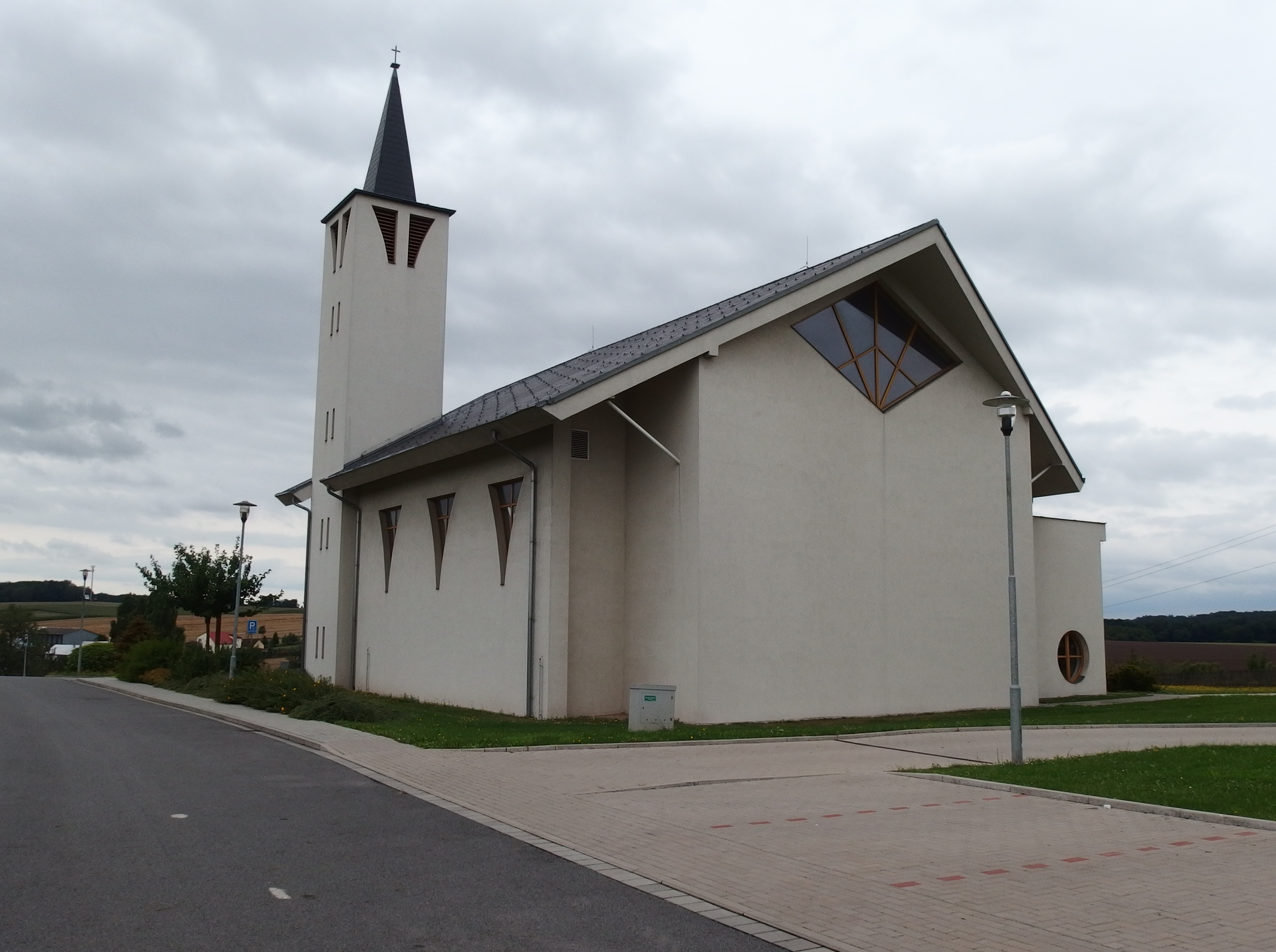
Blick von Osten

Die Kirche St. Hedwig (tschechisch Kostel sv. Hedviky) ist ein Kirchengebäude des römisch-katholischen Bistums Ostrau-Troppau in der Gemeinde Darkovice (Groß Darkowitz) im Okres Opava, Tschechien. Der neuzeitliche Bau ist eine Filialkirche der Pfarrei St. Matthäus in Hať (Haatsch).

## Lage
Die ungeostete Kirche St. Hedwig befindet sich ca. 500 m nördlich des Dorfplatzes von Darkovice auf einem erhöhten Platz an der Straße Kostelní. In unmittelbarer Nähe liegen der Friedhof und die Feierhalle.

## Geschichte
Groß Darkowitz war seit jeher nach Haatsch eingepfarrt. 1823 wurde in dem Dorf zum Gedenken an die Ablösung der Frondienste in Preußen eine kleine, dem hl. Florian gewidmete Kapelle errichtet. 
In der Gemeinde im Hultschiner Ländchen, das einen hohen Anteil von Katholiken aufweist, entstand nach der Samtenen Revolution der Wunsch nach einer eigenen Kirche. Die zu diesem Zweck gegründete Vereinigung römisch-katholischer Gläubiger (Sdružení římskokatolických věřících) beschaffte die erforderlichen Mittel durch Spenden und Sammlungen; und leitete das Baugeschehen.
Nach nur 15-monatiger Bauzeit war die nach Plänen des Ostrauer Architekten Josef Kupka errichtete Kirche fertiggestellt und wurde am 3. Juli 2005 durch Bischof František Lobkowicz geweiht. Im Innern war sie soweit ausgestattet, dass fortan Gottesdienste abgehalten werden konnten. Die von der Orgelbauwerkstatt Kánský-Brachtl aus Krásné Loučky (Schönwiese), gefertigte und von Milivoj Husák aus Lelekovice künstlerisch gestaltete Orgel wurde am 25. März 2010 durch Bischof Lobkowicz gesegnet. Teile der Ausstattung wie Beichtstuhl, Sedes und Meßdienerbank fehlen noch.

## Beschreibung
Der Grundriss des in der Linie Südwest-Nordost errichteten Bauwerks ist rechteckig, die Kirche besitzt ein vorspringendes asymmetrisches Satteldach. Der Südseite ist ein schlanker Kirchturm mit Pyramidendach vorgebaut.
Mit dem Kirchenbau wurden auch der Friedhof mit Parkplatz und die Feierhalle angelegt.